# Altarist
Ein Altarist (auch Messpriester oder Missar) ist ein römisch-katholischer Priester, der nur die heilige Messe feiert, aber mit keinen weiteren seelsorglichen Diensten beauftragt ist.
Im Mittelalter war damit ein Angehöriger des Klerus gemeint, der die mit einer Altarstiftung verbundenen Dienste erfüllte, insbesondere die Zelebration der heiligen Messe zum Seelenheil des Stifters und ggf. seiner Familie und das Beten des Stundengebets. Der Altarist wurde aus den Pfründen, das heißt den mit der Altarstiftung verbundenen Erlösen, bezahlt. Altaristen konnten auch Zelebrationsverpflichtungen eines Pfarrers oder in einem Stift eines Kanonikers übernehmen, wenn diese selbst nicht in der Lage dazu waren, und wurden dafür entlohnt.
In den Städten des ausgehenden Mittelalters gab es zahlreiche Altaristen; am Straßburger Münster bestanden 1521 120 Messpfründen. Der Liturgiewissenschaftler Josef Andreas Jungmann spricht von einem „geistlichen Proletariat“ unbeschäftigter Kleriker und einer „unnatürlichen Häufung der Messfeier“ wegen der „Wundersucht“ der Gläubigen, die durch fromme Stiftungen ihr eigenes Seelenheil und das ihrer Angehörigen sichern wollten. Da in den Zünften die Zahl der Handwerker und Gewerbetreibenden begrenzt war, hatten Altarstiftungen auch die Funktion, Bürgersöhnen eine Versorgung als Angehörige des Klerikerstandes zu bieten.
Mit der Reformation und der damit verbundenen Abschaffung der Altarstiftungen nahm die Bedeutung des Altaristen ab.